# Хардинг, Стефан
Стефан Хардинг (англ. Stephan Harding, 8 июля 1953, Венесуэла — 2 сентября 2024, Великобритания) — британский зоолог и эколог. Он специализировался на холизме и гипотезе Геи, а также был одним из основателей колледжа Шумахера, где координировал магистерскую программу по холистическим наукам. 

## Биография
Хардинг родился в Венесуэле в 1953 году, получил степень бакалавра по зоологии в Даремском университете и докторскую степень по поведенческой экологии мунтжаков в Оксфордском университете. Во время учёбы в Оксфорде он проводил полевые исследования в Зимбабве, Венесуэле и Коста-Рике. После окончания учёбы он стал одним из основателей колледжа Шумахера и близким соратником Джеймса Лавлока. В колледже он исследовал глубинную экологию и руководил магистерской программой по холистическим наукам в течение двадцати лет.
На протяжении своей карьеры Хардинг сотрудничал с разными учёными. Наиболее тесно он сотрудничал с Лавлоком, чья гипотеза Геи рассматривала Землю как живое существо, создающее собственную среду обитания. Пара работала над моделью, которая могла бы генерировать обратную связь между организмами и окружающей средой.
Стефан Хардинг умер 3 сентября 2024 года в Великобритании.

## Труды
- Animate Earth: Science, Intuition and Gaia (2006)[9]
- Gaia Alchemy: The Reuniting of Science, Psyche, and Soul (2022)[10]

### Редактор
- Grow Small, Think Beautiful: Ideas for a Sustainable World from Schumacher College (2011)[11]

### Переводчик
- Courting the Dawn: Poems of Lorca (2019)